# زاوية ثنائية الوجه

الزاوية بين نصفي مستوٍ (α، β، أزرق باهت) في مستوٍ ثالث (أحمر) عمودي على مستقيم التقاطع.

في الهندسة الرياضية، زاوية ثنائية الوجه أو زاوية ثنائية أو زاوية ثنائية السطح أو زاوية مجسمة زوجية أو زاوية زوجية (بالإنجليزية: Dihedral angle)‏ هي زاوية تكون محصورة بين مستويين أو نصفي مستويين متقاطعين. وهي زاوية مستوية تتكوَّن على مستوى ثالث، عمودي على مستقيم التقاطع بين المستويين أو الحافة المشتركة بين نصفي المستويين. في الأبعاد العليا، تمثِّل الزاوية الثنائية الوجه الزاوية المحصورة بين مستويين فائقين. في الكيمياء، هي الزاوية المحصورة في اتجاه عقارب الساعة بين نصفي مستويين من خلال مجموعتين من ثلاث ذرات، تشترك فيهما ذرتان.

## معرض الصور

زاوية التواء ثلاث متجهات معرفة بالزاوية الكروية الخارجية
زاوية الالتواء بين ثلاث متجهات تربط أربع ذرات
زاوية الالتواء بين ثلاث متجهات تربط أربع ذرات. المتجهة الرابعة عمودية على الصفحة ومتجهة نحو الخارج.
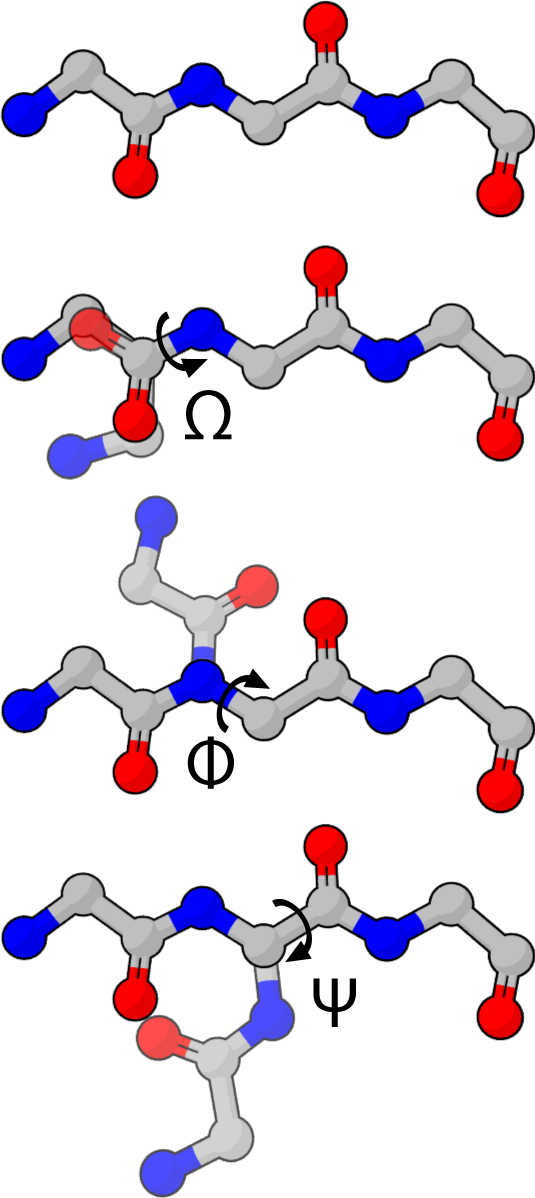
زاوية الالتواء في جزيئات البروتين.